# Glasovna sprememba
Glasovna sprememba je taka sprememba izgovarjave, ki je pogojena samo z glasovnimi dejavniki, deluje – samo v nekem obdobju jezika in samo v neki jezikovni skupnosti – vsakič enako in brezizjemno (primer: a v jeziku J se pod pogoji X spremeni v isti glas v vseh besedah J, ki izpolnjujejo X), je pa lahko odvisna od glasovnega okolja spreminjajoče se enote; nekatere vrste glasovnih sprememb so iz podmene o redovitosti izvzete: različenje, premet.

## Zapisovanje glasovne spremembe
A > B
starejše stanje A se spremeni v poznejše stanje B (* označuje rekonstruirano neizpričano stanje)
primer: ide. *a > psl. *o
A > B / X __ Y
starejše stanje A se spremeni v poznejše stanje B, če je za X in pred Y (Ø označuje onemitev, # besedno mejo, $ zlogovno mejo)
primer: an. k > Ø / # __ n, primer za ta primer: knight

## Vzroki za izjeme redovitosti
Glasovne spremembe načeloma delujejo brezizjemno, vzroki za nekatere izjeme pa so naslednji:
- nova sprememba prekrije starejšo (primer: psl. *myšь > sl. miš > narečno sl. məš, vendar rodilnik miši);
- napajanje sprememb: prva sprememba napaja drugo, če del tega, kar nastane med prvo, doživi med delovanjem druge nadaljnji razvoj (primer: Grimmov zakon napaja Vernerjev zakon);
- puščanje krvi spremembam: prva sprememba pušča kri drugi, če prva odpravlja iz jezika nekaj tistega, kar bi sicer doživelo razvoj po drugi (primer: pger. rotacizem *z > *r pušča kri izglasnemu onezvenečenju *z > *s / __ #);
- nalika (primer: stan. premena [z]/[s] : [r] (cēosan : gecoren) > an. [z] : [z] (choose : chosen), vendar was : were);
- prevzemanje iz drugih jezikov (primer: ide. *pətḗr > an. father, vendar namesto *fathernal je paternal, kar je prevzeto iz lat.);
- hitri govor (primer: sl. tovarišica > šica);
- onomatopeja (primer: nem. kikeriki ≮ *hicherichi, posnemovalne besede se ne spreminjajo v skladu z glasovnimi spremembami);
- tabu (primer: psl. *medvědь ≮ ide. *h₂ŕ̥tḱos, medved je bil v praslovanski skupnosti tabu, zato se je prvotna beseda zanj nadomestila z drugo).

## Glasovna sprememba in fonološko nasprotje
Glasovne spremembe lahko spremenijo fonološki sestav jezika.
Podfonemska sprememba je taka glasovna sprememba, pri kateri se spremeni samo kaka lastnost posamičnega glasu, fonemska vrednost pa ne (primer: Grimmov zakon).
- Razcep je podfonemska sprememba, pri kateri iz enega glasu nastaneta dva, vendar še vedno v okviru istega fonema – sta v dopolnjevalni razvrstitvi (primer: ide. *d ʰ > pger. {*d / {# ali N} __ ali *ð / drugod}).
- Sovpad je podfonemska sprememba, pri kateri iz dveh nastane en glas (primer: pger. *d, *ð > zger. d, d).

Razcep in sovpad fonemov sta taki glasovni spremembi, pri katerih fonološko nasprotje nastane oz. izgine (primer sovpada fonemov: pger. rotacizem: *air- 'sel', *aiz- 'kovina' > stan. *ār- 'sel', *ār- 'kovina').
Pri tem se lahko alofoni spremenijo drugače kakor ustrezni fonemi (primer: fonetični razvoj pger. v stan.: *[f] > [f]/[v], *[β] > [f]/[v]; fonološki razvoj pger. v stan.: */b/ *[b] > /b/, */b/ *[β] > /f/, */f/ *[f] > /f/, */f/ *[v] > /f/).
Spremembo na fonološki ravnini lahko sproži delna ali popolna izbuga glasovnega okolja alofonov (primer: stan. /f/ [f] > an. /f/; stan. /f/ [v] __ {[+zvočnik] ali [+samoglasnik]} (to glasovno okolje se je izgubilo zaradi prevzemanja besed s [f] in [v] v novih položajih) > an. /v/).
Od sovpada je za opis jezika pomembnejša delna izguba fonološkega nasprotja (nevtralizacija), do katere pride v omejenem glasovnem okolju (primer: sl. [+nezvočnik, +/– zvenečnost] > {[+nezvočnik, –zvenečnost] / __ {# ali [+nezvočnik, –zvenečnost]} ali [+nezvočnik, +zvenečnost] / __ [+nezvočnik, +zvenečnost]}).
Razmerje glasov, ki se izgovarjajo tam, kjer je fonološko nasprotje nevtralizirano, se lahko prikazuje na dva načina:
- nevtralizirani glas se prišteva k samolastnemu fonemu, arhifonemu (primer: sl. mraz, /s/ in /z/ spadata v položaju nevtralizacije k istemu arhifonemu);
- nevtralizirani glas se prišteva k fonemu, katerega alofon je uresničen, in domneva premeno z drugim fonemom (primer: sl. mraz, [s] v položaju nevtralizacije spada k fonemu /s/ in uveljavi se premena med /s/ in /z/).

Več gradiva govori proti arhifonemu (primer: predskt. *gegome 'je šel', *gīwo- 'živ' > *g ʲegome, *g ʲīwo- (alofonsko mehčanje) > *g ʲagāma, *g ʲīwo- (izguba vplivajočega okolja) > skt. ɟ agāma, ɟ īwa- (sprememba v palatal); pojasnilo: pred [e] je bilo, pred [i] pa ni bilo nasprotja med [g] in [g ʲ] (arhifonem), vendar so se ti [g ʲ] vseeno spremenili v [ɟ] kot tam, kjer je nasprotje bilo → torej [g ʲ] pred [i] ni drugačen od ostalih [g ʲ] → torej arhifonemov ni).
Nekatere glasovne spremembe vendarle podpirajo tezo o arhifonemu, vendar je možno, da so omejene na redovito različenje (primer: predstnord. allaz, allū, allum 'vse ed. im. m. sp.', 'vse ed. im. ž. sp.', 'vse mn. daj.' > allaz, ǫllū, ǫllum (prilikovanje) > narečno stnord. all, ǫll, ǫllum (apokopa) > narečno stnorv. all, ǫll, allum (različenje); pojasnilo: nasprotje med [a] in [ǫ] pred [u] je bilo odpravljeno v [ǫ] (arhifonem), nato se je samo arhifonemski [ǫ] spremenil v [a]).
En fonem se lahko zamenja z več (dvoglašenje).
Več fonemov se lahko zamenja z enim (zlivanje, poenoglašenje).

## Strukturni dejavniki glasovne spremembe
Funkcijska obremenitev je število primerkov fonološkega nasprotja (primer: sl. majhna funkcijska obremenitev pri razlikovanju različnih slovarskih enot po tonemu (pót 'cesta', pôt 'znoj') in velika pri razlikovanju istih slovarskih enot po tonemu (povedni naklon kričíte, velelni naklon kričîte)).
Sovpliva lahko na potek glasovne spremembe – redko fonološko nasprotje se rado izgubi (primer: fr. velika funkcijska obremenitev pri [ɛ̃], [ɑ̃], [ɔ̃], majhna pri [œ̃], zato slednji prehaja v [ɛ̃]).
Ugovori: ni jasno, kako redko mora biti fonološko nasprotje, da vpliva na glasovni razvoj; take primere se da razložiti še drugače (prejšnji primer z razokroženjem); izgubljajo se tudi fonološka nasprotja velike funkcijske obremenitve (primer: skt. sapta, śapta, sakta, śakta, satta > sriar. satta).
Fonološki sistemi kažejo nagnjenje k fonološki somernosti zaradi težnje po gospodarnosti (boljša izraba fonoloških oznak) (primer: skt. sistem zapornikov: p, t, ṭ, č, k, ph, th, ṭh, čh, kh, b, d, ḍ, ɟ, g, bh, dh, ḍh, ɟh, gh).
Fonološki sistemi težijo tudi k varnostni razdalji, to je čim večji razdalji med glasovi v fonološkem nasprotju (da bi se vsak glas čim bolje slišal) (primer: stnord. sistem nepoudarjenih samoglasnikov: i, a, u).
Zaradi glasovnih sprememb lahko vzniknejo fonološki sistemi, ki ne zadovoljujejo tema dvema težnjama – slednji fonološko somernost in varnostno razdaljo spet uvedeta (primer: stisl. e, a, o > i, a, u).
Prenatrpanost sistema se posebej pogosto rada odpravi med zadnjejezičnimi samoglasniki, saj je v ustih zadaj manj prostora kot spredaj in je torej tam teže dosegati varnostno razdaljo (primer: predatjongr. ī, i, ē, e, ɛ̄, ā, a, ɔ̄, ō, o, ū, u > atjongr. ī, i, ē, e, ɛ̄, ā, a, ɔ̄, ō, o, ǖ, ü).
Verižni premik je razvoj, kjer ena sprememba sproži naslednjo.
- Potezna veriga je verižni premik, kjer nastala praznina vsrka glas od drugod (primer: predatjongr. ī, i, ē, e, ɛ̄, ā, a, ɔ̄, ō, o, ū, u > atjongr. ī, i, ē, e, ɛ̄, ā, a, ɔ̄, ō, o, ǖ, ü > ī, i, ē, e, ɛ̄, ā, a, ɔ̄, o, ū (< ō), ǖ, ü).
- Izrivna veriga je verižni premik, kjer postane neki glas bolj podoben sosednjemu, slednji pa se zaradi varnostne razdalje odmakne v nasprotno smer (ni jasnih dokazov).
- Vzajemnostna veriga je verižni premik, kjer se neka sprememba posploši na vse glasove iste vrste (primer: ilinojška an. sprememba [Uw] > [ɨw] je povzročila prednjenje drugih zadnjejezičnih samoglasnikov [U], [ow], [ʌ] > [ɨ], [aw], [a]).

Najbolj preprost fonološki vzorec je CVCV (C označuje soglasnik, V pa samoglasnik).
Jeziki se mu bližajo z glasovnimi spremembami, ki preobražajo zgradbo besede ali zloga (ta vzorec dosežejo le redko, saj delujejo glasovne spremembe s tega stališča naključno, nekatere pa preprosti vzorec razgrajujejo):
- spremembe, ki poenostavljajo soglasniške sklope: spreproščanje sklopa, anaptiksa, zloženje, prezloženje;
- spremembe, ki poenostavljajo zveze samoglasnikov: zlivanje, drsnjenje, vrivanje drsnika, izpad samoglasnika.

Fonološki vzorec je v igri tudi, kadar se v sestavu fonemov ustvarja somernost (primer: šp. sredi besede šibek zapornik : sredi besede močan zapornik, začetka besede šibek zvočnik : X = začetka besede močan zvočnik).
Zarota je skupek med sabo nepovezanih sprememb, ki vse sodelujejo pri pretvarjanju fonološkega vzorca v določeni smeri. Tako kot pri ostalih strukturno pogojenih razvojih, gre za posledico sprotnih odločitev, ki jih podzavestno sprejemajo zaporedni rodovi govorcev; če doseženo stanje dobi kritično maso, se začne uresničevati neki cilj. Primer je psl. zarota odprtih zlogov, ki je odpravila zaprte:
- *sed$lo- > narečno se$lo/sě$lo 'sedlo' (izpah soglasnika na koncu zloga);
- *gor$do- > narečno gro$dъ/gra$dъ 'mesto' (premet samoglasnika in jezičnika);
- *gor$do- > narečno go$ro$dъ 'mesto' (anaptiksa: V [+jezičnik] __ CV);
- *mes$ti- > vseslov. me$sti 'vreči' (prezloženje);
- *tod# > vseslov. toØ 'to' (izpah soglasnika na koncu besede);
- *eǵ# > narečno (j)a#zъ 'jaz' (anaptiksa na koncu besede).

## Vrste glasovnih sprememb
- prilikovanje: preglas, samoglasniško sozvočje, zlivanje, poenoglašenje, mehčanje, ustničnomehkonebnjenje, asibilacija, retrofleksizacija, izglasno onezvenečenje
- ošibitev
- onemitev: apokopa, sinkopa, afereza
- tonogeneza
- različenje: haplologija, dvoglašenje
- palatalizacija
- jotacija
- premet
- epenteza
- odprava zevi
- podvojitev
- sprememba zaradi neobstojnosti glasu
- sprememba dolžine samoglasnika
- sprememba višine samoglasnika
- razokroženje